# Portal de la Rabassa
El Portal de la Rabassa és una obra del poble de la Rabassa, al municipi de Sant Guim de Freixenet (Segarra) inclosa a l'Inventari del Patrimoni Arquitectònic de Catalunya. El poble es formà a partir de la segona meitat del segle xi, en el moment de reconquesta i repoblació del territori de tot el sector a l'entorn de la vila de Cervera.

## Descripció
És un pas cobert delimitat per dos portals d'accés situats dins del clos medieval del poble. El portal exterior presenta una estructura d'arc apuntat adovellat, lleugerament tapat per la superposició d'una estructura d'obra arrebossada, impedint la seva visió total. Aquest portal exterior dona pas a un espai cobert a partir d'un entramat de fusta que dibuixa una corba a l'esquerra. El portal interior també presenta una estructura d'arc apuntat. El parament dels portals es realitza amb paredat.